# Syngamoptera latifrons
Syngamoptera latifrons är en tvåvingeart som beskrevs av Shinonaga 2003. Syngamoptera latifrons ingår i släktet Syngamoptera och familjen husflugor. Inga underarter finns listade i Catalogue of Life.